# Theta Canis Majoris
Theta Canis Majoris (θ CMa / 14 Canis Majoris / HD 50778 / HR 2574) es una estrella en la constelación del Can Mayor de magnitud aparente +4,09.
Está situada a 252 años luz de distancia del sistema solar.
Theta Canis Majoris es una de las numerosas gigantes naranjas visibles en el cielo nocturno.
De tipo espectral K4III, tiene una temperatura efectiva de 4084 K.
Su radio es 30,1 veces más grande que el radio solar, equivalente a 0,14 UA.
Gira sobre sí misma con una velocidad de rotación proyectada —límite inferior de la misma— de 4,27 km/s.
Su masa es aproximadamente igual a la del Sol, pero es una estrella mucho más vieja y evolucionada, siendo su edad aproximada de 8110 ± 2370 millones de años.
Nuestro Sol, dentro de 4300 millones de años, presentará un aspecto similar.
Theta Canis Majoris tiene una metalicidad —abundancia relativa de elementos más pesados que el helio— inferior a la solar en un 45% ([Fe/H] = -0,26).
Esta misma tendencia se observa en su contenido relativo de carbono, mientras que los niveles de oxígeno y nitrógeno son mucho más próximos a los solares.